# Liste des microprocesseurs Intel Celeron

## Processeurs pour PC de bureau

### CeleronP6

#### Covington (250 nm)
- Tous les modèles supportent : MMX
- Révision : A0 & A1

| Modèle      | Nb. cœurs | Fréquence | Cache L1 | Cache L2 | Mult. | Tension | TDP     | FSB     | Socket | Référence      | Commercialisation |
| ----------- | --------- | --------- | -------- | -------- | ----- | ------- | ------- | ------- | ------ | -------------- | ----------------- |
| Covington   |           |           |          |          |       |         |         |         |        |                |                   |
| Celeron 300 | 1         | 300 MHz   | 32 Kio   | (aucun)  | x4,5  | 2 V     | 18,48 W | 66 MT/s | slot 1 | BX80523R300000 | 8 juin 1998       |
| Celeron 266 | 1         | 266 MHz   | 32 Kio   | (aucun)  | x4    | 2 V     | 16,59 W | 66 MT/s | slot 1 | BX80523R266000 | 15 avril 1998     |

#### Mendocino (250 nm)
- Tous les modèles supportent : MMX
- Le cache L2 est sur la puce et fonctionne à la vitesse maximale du CPU

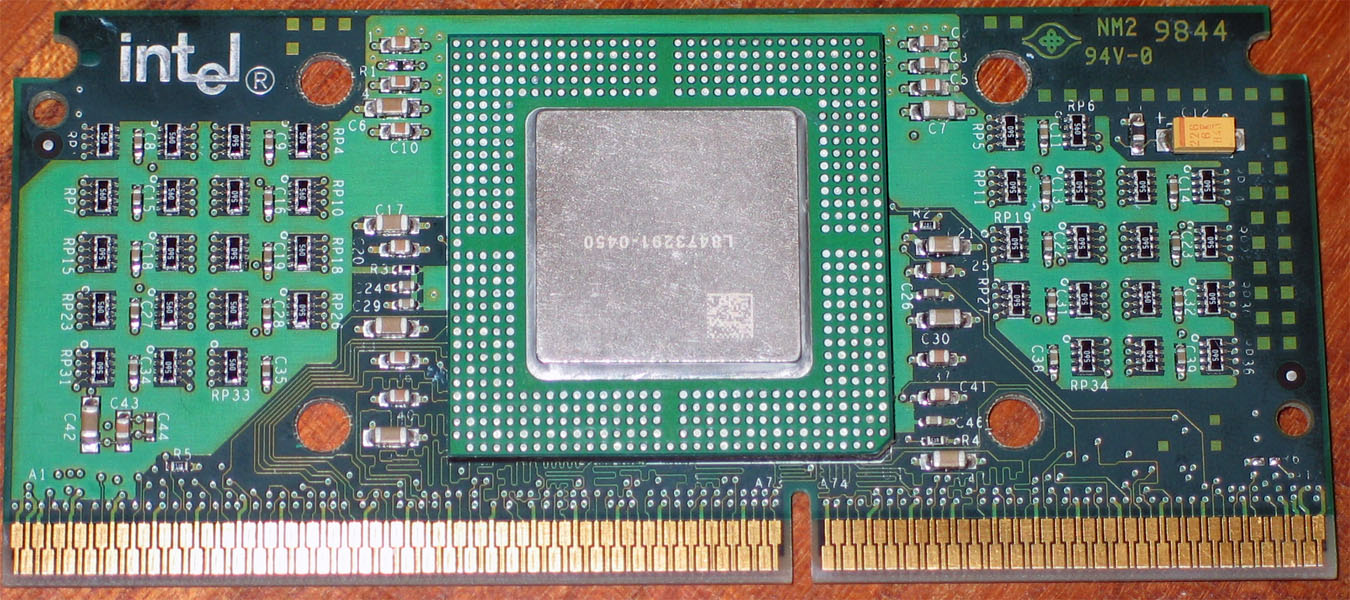
Celeron 300A 300 MHz

| Modèle               | Nb. cœurs | Fréquence | Cache L1 | Cache L2 | Mult. | Tension | TDP     | FSB     | Socket | Référence      | Commercialisation |
| -------------------- | --------- | --------- | -------- | -------- | ----- | ------- | ------- | ------- | ------ | -------------- | ----------------- |
| Mendocino socket 370 |           |           |          |          |       |         |         |         |        |                |                   |
| Celeron 533          | 1         | 533 MHz   | 32 Kio   | 128 Kio  | x8    | 2 V     | 28,3 W  | 66 MT/s | 370    | BX80524P533128 | 4 janvier 2000    |
| Celeron 500          | 1         | 500 MHz   | 32 Kio   | 128 Kio  | x7,5  | 2 V     | 27,2 W  | 66 MT/s | 370    | BX80524P500128 | 2 août 1999       |
| Celeron 466          | 1         | 466 MHz   | 32 Kio   | 128 Kio  | x7    | 2 V     | 25,7 W  | 66 MT/s | 370    | BX80524P466128 | 2 août 1999       |
| Celeron 433          | 1         | 433 MHz   | 32 Kio   | 128 Kio  | x6,5  | 2 V     | 24,1 W  | 66 MT/s | 370    | BX80524P433128 | 22 mars 1999      |
| Celeron 400          | 1         | 400 MHz   | 32 Kio   | 128 Kio  | x6    | 2 V     | 23,7 W  | 66 MT/s | 370    | BX80524P400128 | 4 janvier 1999    |
| Celeron 366          | 1         | 366 MHz   | 32 Kio   | 128 Kio  | x5,5  | 2 V     | 21,7 W  | 66 MT/s | 370    | BX80524P366128 | 4 janvier 1999    |
| Celeron 333          | 1         | 333 MHz   | 32 Kio   | 128 Kio  | x5    | 2 V     | 19,7 W  | 66 MT/s | 370    | BX80524P333128 | 24 août 1998      |
| Celeron 300          | 1         | 300 MHz   | 32 Kio   | 128 Kio  | x4,5  | 2 V     | 19,05 W | 66 MT/s | 370    | BX80524P300128 | 24 août 1998      |
| Mendocino slot 1     |           |           |          |          |       |         |         |         |        |                |                   |
| Celeron 433          | 1         | 433 MHz   | 32 Kio   | 128 Kio  | x6,5  | 2 V     | 24,1 W  | 66 MT/s | slot 1 | BX80524R433128 | 22 mars 1999      |
| Celeron 400          | 1         | 400 MHz   | 32 Kio   | 128 Kio  | x6    | 2 V     | 23,7 W  | 66 MT/s | slot 1 | BX80524R400128 | 4 janvier 1999    |
| Celeron 366          | 1         | 366 MHz   | 32 Kio   | 128 Kio  | x5,5  | 2 V     | 21,7 W  | 66 MT/s | slot 1 | BX80524R366128 | 4 janvier 1999    |
| Celeron 333          | 1         | 333 MHz   | 32 Kio   | 128 Kio  | x5,5  | 2 V     | 19,7 W  | 66 MT/s | slot 1 | BX80524R333128 | 24 août 1998      |
| Celeron 300A         | 1         | 300 MHz   | 32 Kio   | 128 Kio  | x4,5  | 2 V     | 19,05 W | 66 MT/s | slot 1 | BX80524R300128 | 24 août 1998      |

#### Coppermine (180 nm)
- Tous les modèles supportent : MMX, SSE

| Modèle         | Nb. cœurs | Fréquence | Cache L1 | Cache L2 | Mult. | Tension              | TDP | FSB      | Socket | Référence       | Commercialisation |
| -------------- | --------- | --------- | -------- | -------- | ----- | -------------------- | --- | -------- | ------ | --------------- | ----------------- |
| Coppermine-128 |           |           |          |          |       |                      |     |          |        |                 |                   |
| Celeron 1100   | 1         | 1,1 GHz   | 32 Kio   | 128 Kio  | x11   | 1,75 V               |     | 100 MT/s | 370    | RB80526RY005128 |                   |
| Celeron 1000   | 1         | 1,0 GHz   | 32 Kio   | 128 Kio  | x10   | 1,75 V               |     | 100 MT/s | 370    | RB80526RY001128 |                   |
| Celeron 950    | 1         | 950 MHz   | 32 Kio   | 128 Kio  | x9,5  | 1,75 V               |     | 100 MT/s | 370    | RB80526RY950128 |                   |
| Celeron 900    | 1         | 900 MHz   | 32 Kio   | 128 Kio  | x9    | 1,75 V               |     | 100 MT/s | 370    | RB80526RY900128 |                   |
| Celeron 850    | 1         | 850 MHz   | 32 Kio   | 128 Kio  | x8,5  | 1,75 V               |     | 100 MT/s | 370    | RB80526RY850128 |                   |
| Celeron 800    | 1         | 800 MHz   | 32 Kio   | 128 Kio  | x8    | 1,65 - 1,70 - 1,75 V |     | 100 MT/s | 370    | RB80526RY800128 |                   |
| Celeron 766    | 1         | 766 MHz   | 32 Kio   | 128 Kio  | x11,5 | 1,65 - 1,70 - 1,75 V |     | 66 MT/s  | 370    | RB80526RX766128 | 13 novembre 2000  |
| Celeron 733    | 1         | 733 MHz   | 32 Kio   | 128 Kio  | x11   | 1,65 - 1,70 - 1,75 V |     | 66 MT/s  | 370    | RB80526RX733128 | 13 novembre 2000  |
| Celeron 700    | 1         | 700 MHz   | 32 Kio   | 128 Kio  | x10,5 | 1,65 - 1,70 - 1,75 V |     | 66 MT/s  | 370    | RB80526RX700128 | 26 juin 2000      |
| Celeron 667    | 1         | 667 MHz   | 32 Kio   | 128 Kio  | x10   | 1,65 - 1,70 - 1,75 V |     | 66 MT/s  | 370    | RB80526RX700128 | 26 juin 2000      |
| Celeron 633    | 1         | 633 MHz   | 32 Kio   | 128 Kio  | x9,5  | 1,65 - 1,70 - 1,75 V |     | 66 MT/s  | 370    | RB80526RX633128 | 26 juin 2000      |
| Celeron 600    | 1         | 600 MHz   | 32 Kio   | 128 Kio  | x9    | 1,65 - 1,70 - 1,75 V |     | 66 MT/s  | 370    | RB80526RX600128 | 29 mars 2000      |
| Celeron 566    | 1         | 566 MHz   | 32 Kio   | 128 Kio  | x8,5  | 1,65 - 1,70 - 1,75 V |     | 66 MT/s  | 370    | RB80526RX566128 | 29 mars 2000      |
| Celeron 533A   | 1         | 533 MHz   | 32 Kio   | 128 Kio  | x8    | 1,5 - 1,7 V          |     | 66 MT/s  | 370    | RB80526RX533128 |                   |

#### Tualatin (130 nm)
- Famille 6 modèle 11
- Tous les modèles supportent : MMX, SSE

| Modèle        | Nb. cœurs | Fréquence | Cache L1 | Cache L2 | Mult. | Tension       | TDP | FSB      | Socket | Référence       | Commercialisation |
| ------------- | --------- | --------- | -------- | -------- | ----- | ------------- | --- | -------- | ------ | --------------- | ----------------- |
| Tualatin-256  |           |           |          |          |       |               |     |          |        |                 |                   |
| Celeron 1500  | 1         | 1,5 GHz   | 32 Kio   | 256 Kio  | x15   | 1,5 V         |     | 100 MT/s | 370    | RK80530RY021256 |                   |
| Celeron 1400  | 1         | 1,4 GHz   | 32 Kio   | 256 Kio  | x14   | 1,5 V         |     | 100 MT/s | 370    | RK80530RY017256 |                   |
| Celeron 1300  | 1         | 1,3 GHz   | 32 Kio   | 256 Kio  | x13   | 1,5 V         |     | 100 MT/s | 370    | RK80530RY013256 |                   |
| Celeron 1200  | 1         | 1,2 GHz   | 32 Kio   | 256 Kio  | x12   | 1,475 - 1,5 V |     | 100 MT/s | 370    | RK80530RY009256 |                   |
| Celeron 1100A | 1         | 1,1 GHz   | 32 Kio   | 256 Kio  | x11   | 1,475 V       |     | 100 MT/s | 370    | RK80530RY005256 |                   |
| Celeron 1000A | 1         | 1,0 GHz   | 32 Kio   | 256 Kio  | x10   | 1,475 V       |     | 100 MT/s | 370    | RK80530RY001256 |                   |
| Celeron 900   | 1         | 900 MHz   | 32 Kio   | 256 Kio  | x9    | 1,475 V       |     | 100 MT/s | 370    | RK80530RY900256 |                   |

### CeleronNetBurst

#### Willamette (180 nm)
- Famille 15 Modèle 1
- Tous les modèles supportent : MMX, SSE, SSE2

| Modèle         | Nb. cœurs | Fréquence | Cache L1 | Cache L2 | Mult. | Tension | TDP    | FSB      | Socket | Référence       | Commercialisation |
| -------------- | --------- | --------- | -------- | -------- | ----- | ------- | ------ | -------- | ------ | --------------- | ----------------- |
| Willamette-128 |           |           |          |          |       |         |        |          |        |                 |                   |
| Celeron 2000   | 1         | 2,0 GHz   | 8 Kio    | 128 Kio  | x20   | 1,75 V  |        | 400 MT/s | 478    | RK80531RC041128 |                   |
| Celeron 1900   | 1         | 1,9 GHz   | 8 Kio    | 128 Kio  | x19   | 1,75 V  |        | 400 MT/s | 478    | RK80531RC037128 |                   |
| Celeron 1800   | 1         | 1,8 GHz   | 8 Kio    | 128 Kio  | x18   | 1,75 V  | 66,1 W | 400 MT/s | 478    | RK80531RC033128 |                   |
| Celeron 1700   | 1         | 1,7 GHz   | 8 Kio    | 128 Kio  | x17   | 1,75 V  | 63,5 W | 400 MT/s | 478    | RK80531RC029128 |                   |
| Celeron 1600   | 1         | 1,6 GHz   | 8 Kio    | 128 Kio  | x16   | 1,75 V  |        | 400 MT/s | 478    | RK80531RC025128 |                   |
| Celeron 1500   | 1         | 1,5 GHz   | 8 Kio    | 128 Kio  | x15   | 1,75 V  |        | 400 MT/s | 478    | RK80531RC025128 |                   |

#### Northwood (130 nm)
- Famille 15 Modèle 2
- Tous les modèles supportent : MMX, SSE, SSE2

| Modèle        | Nb. cœurs | Fréquence | Cache L1 | Cache L2 | Mult. | Tension         | TDP    | FSB      | Socket | Référence       | Commercialisation |
| ------------- | --------- | --------- | -------- | -------- | ----- | --------------- | ------ | -------- | ------ | --------------- | ----------------- |
| Northwood-128 |           |           |          |          |       |                 |        |          |        |                 |                   |
| Celeron 2800  | 1         | 2,8 GHz   | 8 Kio    | 128 Kio  | x28   | 1,475 - 1,525 V | 68,4 W | 400 MT/s | 478    | RK80532RC072128 |                   |
| Celeron 2700  | 1         | 2,7 GHz   | 8 Kio    | 128 Kio  | x27   | 1,475 - 1,525 V | 66,8 W | 400 MT/s | 478    | RK80532RC068128 | 24 septembre 2003 |
| Celeron 2600  | 1         | 2,6 GHz   | 8 Kio    | 128 Kio  | x26   | 1,475 - 1,525 V | 62,6 W | 400 MT/s | 478    | RK80532RC064128 | 25 juin 2003      |
| Celeron 2500  | 1         | 2,5 GHz   | 8 Kio    | 128 Kio  | x25   | 1,475 - 1,525 V | 61 W   | 400 MT/s | 478    | RK80532RC060128 | 25 juin 2003      |
| Celeron 2400  | 1         | 2,4 GHz   | 8 Kio    | 128 Kio  | x24   | 1,475 - 1,525 V | 59,8 W | 400 MT/s | 478    | RK80532RC056128 | 31 mars 2003      |
| Celeron 2300  | 1         | 2,3 GHz   | 8 Kio    | 128 Kio  | x23   | 1,475 - 1,525 V | 58,3 W | 400 MT/s | 478    | RK80532RC052128 | 31 mars 2003      |
| Celeron 2200  | 1         | 2,2 GHz   | 8 Kio    | 128 Kio  | x22   | 1,475 - 1,525 V | 57,1 W | 400 MT/s | 478    | RK80532RC049128 |                   |
| Celeron 2100  | 1         | 2,1 GHz   | 8 Kio    | 128 Kio  | x21   | 1,475 - 1,525 V | 55,5 W | 400 MT/s | 478    | RK80532RC045128 |                   |
| Celeron 2000  | 1         | 2,0 GHz   | 8 Kio    | 128 Kio  | x20   | 1,475 - 1,525 V | 52,8 W | 400 MT/s | 478    | RK80532RC041128 |                   |
| Celeron 1800  | 1         | 1,8 GHz   | 8 Kio    | 128 Kio  | x18   | 1,475 - 1,525 V | 59,1 W | 400 MT/s | 478    | RK80532RC033128 |                   |
| Celeron 1600  | 1         | 1,6 GHz   | 8 Kio    | 128 Kio  | x16   | 1,475 - 1,525 V |        | 400 MT/s | 478    | RK80532RC025128 |                   |

### Celeron D

#### Prescott (90 nm)
- Tous les modèles supportent : MMX, SSE, SSE2, SSE3
- Intel 64 : supporté par les Celeron 3x1, 3x6, 355
- XD bit (une exécution NX bit) : supporté par les Celeron 3x0J, 3x5J, et tous les modèles Intel64-compatible
- Révision : C0, D0, E0, G0 & G1

| Modèle                               | Nb. cœurs | Fréquence | Cache L1 | Cache L2 | Mult. | Tension       | TDP  | FSB      | Socket  | Référence       | Commercialisation |
| ------------------------------------ | --------- | --------- | -------- | -------- | ----- | ------------- | ---- | -------- | ------- | --------------- | ----------------- |
| Prescott-256 (socket 478) série 300  |           |           |          |          |       |               |      |          |         |                 |                   |
| Celeron D 350                        | 1         | 3,2 GHz   | 16 Kio   | 256 Kio  | x24   | 1,25 - 1,40 V | 73 W | 533 MT/s | 478     | RK80546RE088256 | 27 juin 2005      |
| Celeron D 345                        | 1         | 3,06 GHz  | 16 Kio   | 256 Kio  | x23   | 1,25 - 1,40 V | 73 W | 533 MT/s | 478     | RK80546RE083256 |                   |
| Celeron D 340                        | 1         | 2,93 GHz  | 16 Kio   | 256 Kio  | x22   | 1,25 - 1,40 V | 73 W | 533 MT/s | 478     | RK80546RE077256 |                   |
| Celeron D 335                        | 1         | 2,8 GHz   | 16 Kio   | 256 Kio  | x21   | 1,25 - 1,40 V | 73 W | 533 MT/s | 478     | RK80546RE072256 | 24 juin 2004      |
| Celeron D 330                        | 1         | 2,66 GHz  | 16 Kio   | 256 Kio  | x20   | 1,25 - 1,40 V | 73 W | 533 MT/s | 478     | RK80546RE067256 | 24 juin 2004      |
| Celeron D 325                        | 1         | 2,53 GHz  | 16 Kio   | 256 Kio  | x19   | 1,25 - 1,40 V | 73 W | 533 MT/s | 478     | RK80546RE061256 | 24 juin 2004      |
| Celeron D 320                        | 1         | 2,4 GHz   | 16 Kio   | 256 Kio  | x18   | 1,25 - 1,40 V | 73 W | 533 MT/s | 478     | RK80546RE056256 | 24 juin 2004      |
| Celeron D 315                        | 1         | 2,26 GHz  | 16 Kio   | 256 Kio  | x17   | 1,25 - 1,40 V | 73 W | 533 MT/s | 478     | RK80546RE056256 | 24 juin 2004      |
| Prescott-256 (socket 775) série 300J |           |           |          |          |       |               |      |          |         |                 |                   |
| Celeron D 350J                       | 1         | 3,2 GHz   | 16 Kio   | 256 Kio  | x24   | 1,25 - 1,40 V | 84 W | 533 MT/s | LGA 775 | JM80547RE088256 |                   |
| Celeron D 345J                       | 1         | 3,06 GHz  | 16 Kio   | 256 Kio  | x23   | 1,25 - 1,40 V | 84 W | 533 MT/s | LGA 775 | JM80547RE083256 |                   |
| Celeron D 340J                       | 1         | 2,93 GHz  | 16 Kio   | 256 Kio  | x22   | 1,25 - 1,40 V | 84 W | 533 MT/s | LGA 775 | JM80547RE077256 |                   |
| Celeron D 335J                       | 1         | 2,8 GHz   | 16 Kio   | 256 Kio  | x21   | 1,25 - 1,40 V | 84 W | 533 MT/s | LGA 775 | JM80547RE072256 |                   |
| Celeron D 330J                       | 1         | 2,66 GHz  | 16 Kio   | 256 Kio  | x20   | 1,25 - 1,40 V | 84 W | 533 MT/s | LGA 775 | JM80547RE067256 |                   |
| Celeron D 325J                       | 1         | 2,53 GHz  | 16 Kio   | 256 Kio  | x19   | 1,25 - 1,40 V | 84 W | 533 MT/s | LGA 775 | JM80547RE061256 |                   |
| Celeron D 320J                       | 1         | 2,4 GHz   | 16 Kio   | 256 Kio  | x18   | 1,25 - 1,40 V | 84 W | 533 MT/s | LGA 775 | B80547RE056256  |                   |

| Modèle                              | Nb. cœurs | Fréquence | Cache L1 | Cache L2 | Mult. | Tension       | TDP  | FSB      | Socket  | Référence      | Commercialisation |
| ----------------------------------- | --------- | --------- | -------- | -------- | ----- | ------------- | ---- | -------- | ------- | -------------- | ----------------- |
| Prescott-256 (socket 775) série 300 |           |           |          |          |       |               |      |          |         |                |                   |
| Celeron D 355                       | 1         | 3,33 GHz  | 16 Kio   | 256 Kio  | x25   | 1,25 - 1,40 V | 84 W | 533 MT/s | LGA 775 | HH80547RE093CN |                   |
| Celeron D 351                       | 1         | 3,2 GHz   | 16 Kio   | 256 Kio  | x24   | 1,25 - 1,40 V | 84 W | 533 MT/s | LGA 775 | JM80547RE088CN | 27 juin 2005      |
| Celeron D 346                       | 1         | 3,06 GHz  | 16 Kio   | 256 Kio  | x23   | 1,25 - 1,40 V | 84 W | 533 MT/s | LGA 775 | JM80547RE083CN | 27 juin 2005      |
| Celeron D 341                       | 1         | 2,93 GHz  | 16 Kio   | 256 Kio  | x22   | 1,25 - 1,40 V | 84 W | 533 MT/s | LGA 775 | JM80547RE077CN | 27 juin 2005      |
| Celeron D 336                       | 1         | 2,8 GHz   | 16 Kio   | 256 Kio  | x21   | 1,25 - 1,40 V | 84 W | 533 MT/s | LGA 775 | JM80547RE072CN | 27 juin 2005      |
| Celeron D 331                       | 1         | 2,66 GHz  | 16 Kio   | 256 Kio  | x20   | 1,25 - 1,40 V | 84 W | 533 MT/s | LGA 775 | JM80547RE067CN | 27 juin 2005      |
| Celeron D 326                       | 1         | 2,53 GHz  | 16 Kio   | 256 Kio  | x19   | 1,25 - 1,40 V | 84 W | 533 MT/s | LGA 775 | JM80547RE061CN | 27 juin 2005      |

#### Cedar Mill (65 nm)
- Tous les modèles supportent : MMX, SSE, SSE2, SSE3, Intel 64, XD bit (une exécution NX bit)
- Révision : C1, D0

| Modèle                   | Nb. cœurs | Fréquence | Cache L1 | Cache L2 | Mult. | Tension        | TDP       | FSB      | Socket  | Référence       | Commercialisation |
| ------------------------ | --------- | --------- | -------- | -------- | ----- | -------------- | --------- | -------- | ------- | --------------- | ----------------- |
| Cedar Mill-512 série 300 |           |           |          |          |       |                |           |          |         |                 |                   |
| Celeron D 365            | 1         | 3,6 GHz   | 16 Kio   | 512 Kio  | x27   | 1,25 - 1,325 V | 65 W      | 533 MT/s | LGA 775 | HH80552RE104512 |                   |
| Celeron D 360            | 1         | 3,46 GHz  | 16 Kio   | 512 Kio  | x26   | 1,25 - 1,325 V | 65 W      | 533 MT/s | LGA 775 | HH80552RE099512 |                   |
| Celeron D 356            | 1         | 3,33 GHz  | 16 Kio   | 512 Kio  | x25   | 1,25 - 1,325 V | 65 - 86 W | 533 MT/s | LGA 775 | HH80552RE093512 |                   |
| Celeron D 352            | 1         | 3,2 GHz   | 16 Kio   | 512 Kio  | x24   | 1,25 - 1,325 V | 65 - 86 W | 533 MT/s | LGA 775 | HH80552RE088512 |                   |
| Celeron D 347            | 1         | 3,06 GHz  | 16 Kio   | 512 Kio  | x23   | 1,25 - 1,325 V | 65 - 86 W | 533 MT/s | LGA 775 | HH80552RE083512 |                   |

### Celeron P6 bis

#### Dothan (90 nm)
- Tous les modèles supportent : MMX, SSE, SSE2, XD bit (une exécution NX bit)

| Modèle           | Nb. cœurs | Fréquence | Cache L1 | Cache L2 | Mult. | Tension | TDP | FSB      | Socket  | Référence | Commercialisation |
| ---------------- | --------- | --------- | -------- | -------- | ----- | ------- | --- | -------- | ------- | --------- | ----------------- |
| Dothan série 200 |           |           |          |          |       |         |     |          |         |           |                   |
| Celeron 205      | 1         | 1,2 GHz   | 64 Kio   | 512 Kio  | x12   | V       | W   | 400 MT/s | LGA 775 |           |                   |

#### Yonah (65 nm)
- Tous les modèles supportent : MMX, SSE, SSE2, SSE3, XD bit (une exécution NX bit)
- Révision : C0

| Modèle          | Nb. cœurs | Fréquence | Cache L1 | Cache L2 | Mult. | Tension | TDP | FSB      | Socket  | Référence | Commercialisation |
| --------------- | --------- | --------- | -------- | -------- | ----- | ------- | --- | -------- | ------- | --------- | ----------------- |
| Yonah série 200 |           |           |          |          |       |         |     |          |         |           |                   |
| Celeron 210     | 1         | 1,33 GHz  | 64 Kio   | 512 Kio  | x10   | V       | W   | 533 MT/s | LGA 775 |           |                   |

### CeleronCore

#### Conroe-L (65 nm)
| Modèle             | Nb. cœurs | Fréquence | Cache L1 | Cache L2 | Mult. | Tension      | TDP  | FSB       | Socket  | Référence       | Commercialisation |
| ------------------ | --------- | --------- | -------- | -------- | ----- | ------------ | ---- | --------- | ------- | --------------- | ----------------- |
| Conroe-L série 400 |           |           |          |          |       |              |      |           |         |                 |                   |
| 450                | 1         | 2,2 GHz   | 64 Kio   | 512 Kio  | x11   | 1 - 1,3375 V | 35 W | 800 MT/s  | LGA 775 | HH80557RG049512 | septembre 2008    |
| 445                | 1         | 1,86 GHz  | 64 Kio   | 512 Kio  | x7    | 1 - 1,3375 V | 35 W | 1066 MT/s | LGA 775 |                 |                   |
| 440                | 1         | 2,0 GHz   | 64 Kio   | 512 Kio  | x10   | 1 - 1,3375 V | 35 W | 800 MT/s  | LGA 775 | HH80557RG041512 | 22 avril 2007     |
| 430                | 1         | 1,8 GHz   | 64 Kio   | 512 Kio  | x9    | 1 - 1,3375 V | 35 W | 800 MT/s  | LGA 775 | HH80557RG033512 | 22 avril 2007     |
| 420                | 1         | 1,6 GHz   | 64 Kio   | 512 Kio  | x8    | 1 - 1,3375 V | 35 W | 800 MT/s  | LGA 775 | HH80557RG025512 | 22 avril 2007     |
| Conroe-L série 200 |           |           |          |          |       |              |      |           |         |                 |                   |
| 220                | 1         | 1,2 GHz   | 64 Kio   | 512 Kio  | x9    | 1 - 1,3375 V | 19 W | 533 MT/s  | LGA 775 | LE80557RE014512 | 21 octobre 2007   |

#### Conroe (65 nm)
| Modèle                 | Nb. cœurs | Fréquence | Cache L1   | Cache L2 | Mult. | Tension        | TDP  | FSB      | Socket  | Références    | Commercialisation | Fin de vie     |
| ---------------------- | --------- | --------- | ---------- | -------- | ----- | -------------- | ---- | -------- | ------- | ------------- | ----------------- | -------------- |
| Conroe-512 série E1x00 |           |           |            |          |       |                |      |          |         |               |                   |                |
| E1600                  | 2         | 2,4 GHz   | 2 × 64 Kio | 512 Kio  | x12   | 1,162 - 1,312V | 65 W | 800 MT/s | LGA 775 | HH80557PG056D |                   | 9 juillet 2010 |
| E1500                  | 2         | 2,2 GHz   | 2 × 64 Kio | 512 Kio  | x11   | 1,162 - 1,312V | 65 W | 800 MT/s | LGA 775 | HH80557PG049D | 1er décembre 2008 | 9 juillet 2010 |
| E1400                  | 2         | 2,0 GHz   | 2 × 64 Kio | 512 Kio  | x10   | 1,162 - 1,312V | 65 W | 800 MT/s | LGA 775 | HH80557PG041D | 11 mai 2008       | 8 janvier 2010 |
| E1200                  | 2         | 1,6 GHz   | 2 × 64 Kio | 512 Kio  | x8    | 1,162 - 1,312V | 65 W | 800 MT/s | LGA 775 | HH80557PG025D | 22 janvier 2008   |                |

#### Wolfdale (45 nm)
| Modèle                    | Nb. cœurs | Fréquence | Cache L1   | Cache L2 | Mult. | Tension         | TDP  | FSB      | Socket  | Référence       | Commercialisation |
| ------------------------- | --------- | --------- | ---------- | -------- | ----- | --------------- | ---- | -------- | ------- | --------------- | ----------------- |
| Wolfdale-1024 série E3x00 |           |           |            |          |       |                 |      |          |         |                 |                   |
| E3500                     | 2         | 2,7 GHz   | 2 × 64 Kio | 1 Mio    | ×13,5 | 0.85V – 1.3625V | 65 W | 800 MT/s | LGA 775 |                 |                   |
| E3400                     | 2         | 2,6 GHz   | 2 × 64 Kio | 1 Mio    | ×13   | 0.85V – 1.3625V | 65 W | 800 MT/s | LGA 775 |                 | 17 janvier 2009   |
| E3300                     | 2         | 2,5 GHz   | 2 × 64 Kio | 1 Mio    | ×12,5 | 0.85V – 1.3625V | 65 W | 800 MT/s | LGA 775 | AT80571RG0601ML | 31 août 2009      |
| E3200                     | 2         | 2,4 GHz   | 2 × 64 Kio | 1 Mio    | ×12   | 0.85V – 1.3625V | 65 W | 800 MT/s | LGA 775 | AT80571RG0561ML | 31 août 2009      |

### CeleronNehalem

#### Clarkdale (32 nm)
| Modèle        | Cœurs | Threads | Fréquence | Fréquence | Fréquence | Cache      | Cache       | Cache | Mult. | Tension | Révision | TDP  | Bus                                              | Socket   | Référence | Commercialisation | Commercialisation | Commercialisation |
| Modèle        | Cœurs | Threads | Cœurs     | Turbo     | IGP       | L1         | L2          | L3    | Mult. | Tension | Révision | TDP  | Bus                                              | Socket   | Référence | Début             | Fin               |                   |
| ------------- | ----- | ------- | --------- | --------- | --------- | ---------- | ----------- | ----- | ----- | ------- | -------- | ---- | ------------------------------------------------ | -------- | --------- | ----------------- | ----------------- | ----------------- |
| Celeron G1000 |       |         |           |           |           |            |             |       |       |         |          |      |                                                  |          |           |                   |                   |                   |
| G1101         | 2     | 2       | 2,26 GHz  | non       | 533 MHz   | 2 × 64 Kio | 2 × 256 Kio | 2 Mio | 17    |         |          | 73 W | DMI 4,8 GT/s + FDI + 2×DDR3 + 16×PCI-express 2.0 | LGA 1156 |           |                   |                   |                   |

## Processeurs pour PC portables

### Celeronn5095

#### Mendocino (250 nm)
| Modèle    | Nb. cœurs | Fréquence | Cache L1 | Cache L2 | Mult. | Tension | TDP | FSB     | Socket | Référence | Commercialisation |
| --------- | --------- | --------- | -------- | -------- | ----- | ------- | --- | ------- | ------ | --------- | ----------------- |
| Mendocino |           |           |          |          |       |         |     |         |        |           |                   |
| 466       | 1         | 466MHz    | 32 Kio   | 128 Kio  | x7    | 1,5 V   | W   | 66 MT/s |        |           |                   |
| 433       | 1         | 433MHz    | 32 Kio   | 128 Kio  | x6,5  | 1,5 V   |     | 66 MT/s |        |           |                   |
| 400       | 1         | 400MHz    | 32 Kio   | 128 Kio  | x6    | 1,5 V   |     | 66 MT/s |        |           |                   |
| 366       | 1         | 366MHz    | 32 Kio   | 128 Kio  | x5,5  | 1,5 V   |     | 66 MT/s |        |           |                   |
| 333       | 1         | 333MHz    | 32 Kio   | 128 Kio  | x5    | 1,5 V   |     | 66 MT/s |        |           |                   |
| 300       | 1         | 300MHz    | 32 Kio   | 128 Kio  | x4,5  | 1,5 V   |     | 66 MT/s |        |           |                   |
| 266       | 1         | 266MHz    | 32 Kio   | 128 Kio  | x4    | 1,5 V   |     | 66 MT/s |        |           |                   |

#### Coppermine (180 nm)
| Modèle     | Nb. cœurs | Fréquence | Cache L1 | Cache L2 | Mult. | Tension | TDP | FSB      | Socket | Référence | Commercialisation |
| ---------- | --------- | --------- | -------- | -------- | ----- | ------- | --- | -------- | ------ | --------- | ----------------- |
| Coppermine |           |           |          |          |       |         |     |          |        |           |                   |
| 933        | 1         | 933MHz    | 32 Kio   | 128 Kio  | x7    | V       | W   | 133 MT/s |        |           |                   |
| 900        | 1         | 900MHz    | 32 Kio   | 128 Kio  | x9    |         |     | 100 MT/s |        |           |                   |
| 866 LV     | 1         | 866MHz    | 32 Kio   | 128 Kio  | x6,5  |         |     | 133 MT/s |        |           |                   |
| 866        | 1         | 866MHz    | 32 Kio   | 128 Kio  | x6,5  |         |     | 133 MT/s |        |           |                   |
| 850        | 1         | 850MHz    | 32 Kio   | 128 Kio  | x8,5  |         |     | 100 MT/s |        |           |                   |
| 800 LV     | 1         | 800MHz    | 32 Kio   | 128 Kio  | x6    |         |     | 133 MT/s |        |           |                   |
| 800A       | 1         | 800MHz    | 32 Kio   | 128 Kio  | x6    |         |     | 133 MT/s |        |           |                   |
| 800        | 1         | 800MHz    | 32 Kio   | 128 Kio  | x8    |         |     | 100 MT/s |        |           |                   |
| 750        | 1         | 750MHz    | 32 Kio   | 128 Kio  | x7,5  |         |     | 100 MT/s |        |           |                   |
| 733        | 1         | 733MHz    | 32 Kio   | 128 Kio  | x5,5  |         |     | 133 MT/s |        |           |                   |
| 700        | 1         | 700MHz    | 32 Kio   | 128 Kio  | x7    |         |     | 100 MT/s |        |           |                   |
| 650        | 1         | 650MHz    | 32 Kio   | 128 Kio  | x6,5  |         |     | 100 MT/s |        |           |                   |
| 600 ULV    | 1         | 600MHz    | 32 Kio   | 128 Kio  | x6    |         |     | 100 MT/s |        |           |                   |
| 600 LV     | 1         | 600MHz    | 32 Kio   | 128 Kio  | x6    |         |     | 100 MT/s |        |           |                   |
| 600        | 1         | 600MHz    | 32 Kio   | 128 Kio  | x6    |         |     | 100 MT/s |        |           |                   |
| 550        | 1         | 550MHz    | 32 Kio   | 128 Kio  | x5,5  |         |     | 100 MT/s |        |           |                   |
| 500 ULV    | 1         | 500MHz    | 32 Kio   | 128 Kio  | x5    |         |     | 100 MT/s |        |           |                   |
| 500 LV     | 1         | 500MHz    | 32 Kio   | 128 Kio  | x5    |         |     | 100 MT/s |        |           |                   |
| 500        | 1         | 500MHz    | 32 Kio   | 128 Kio  | x5    |         |     | 100 MT/s |        |           |                   |
| 450        | 1         | 450MHz    | 32 Kio   | 128 Kio  | x4,5  |         |     | 100 MT/s |        |           |                   |
| 400 LV     | 1         | 400MHz    | 32 Kio   | 128 Kio  | x4    |         |     | 100 MT/s |        |           |                   |
| 400A       | 1         | 400MHz    | 32 Kio   | 128 Kio  | x4    |         |     | 100 MT/s |        |           |                   |

#### Tualatin (130 nm)
| Modèle   | Nb. cœurs | Fréquence | Cache L1 | Cache L2 | Mult. | Tension | TDP | FSB      | Socket | Référence | Commercialisation |
| -------- | --------- | --------- | -------- | -------- | ----- | ------- | --- | -------- | ------ | --------- | ----------------- |
| Tualatin |           |           |          |          |       |         |     |          |        |           |                   |
| 1333     | 1         | 1,33 GHz  | 32 Kio   | 256 Kio  | x10   | V       | W   | 133 MT/s |        |           |                   |
| 1266     | 1         | 1,26 GHz  | 32 Kio   | 256 Kio  | x9,5  |         | W   | 133 MT/s |        |           |                   |
| 1200     | 1         | 1,2 GHz   | 32 Kio   | 256 Kio  | x9    |         |     | 133 MT/s |        |           |                   |
| 1133     | 1         | 1,13 GHz  | 32 Kio   | 256 Kio  | x8,5  |         |     | 133 MT/s |        |           |                   |
| 1066     | 1         | 1,06 GHz  | 32 Kio   | 256 Kio  | x8    |         |     | 133 MT/s |        |           |                   |
| 1000     | 1         | 1,0 GHz   | 32 Kio   | 256 Kio  | x7,5  |         | W   | 133 MT/s |        |           |                   |
| 650 ULV  | 1         | 650MHz    | 32 Kio   | 256 Kio  | x6,5  |         |     | 100 MT/s |        |           |                   |
| 650 LV   | 1         | 650MHz    | 32 Kio   | 256 Kio  | x6,5  |         |     | 100 MT/s |        |           |                   |
| 600 ULV  | 1         | 600MHz    | 32 Kio   | 256 Kio  | x6    |         |     | 100 MT/s |        |           |                   |

### CeleronNetBurst

#### Northwood (130 nm)
| Modèle    | Nb. cœurs | Fréquence | Cache L1 | Cache L2 | Mult. | Tension | TDP | FSB      | Socket | Référence | Commercialisation |
| --------- | --------- | --------- | -------- | -------- | ----- | ------- | --- | -------- | ------ | --------- | ----------------- |
| Northwood |           |           |          |          |       |         |     |          |        |           |                   |
| 2500      | 1         | 2,5 GHz   | 8 Kio    | 256 Kio  | x25   | V       | W   | 400 MT/s |        |           |                   |
| 2400      | 1         | 2,4 GHz   | 8 Kio    | 256 Kio  | x24   |         |     | 400 MT/s |        |           |                   |
| 2200      | 1         | 2,2 GHz   | 8 Kio    | 256 Kio  | x22   |         |     | 400 MT/s |        |           |                   |
| 2000      | 1         | 2,0 GHz   | 8 Kio    | 256 Kio  | x20   |         |     | 400 MT/s |        |           |                   |
| 1800      | 1         | 1,8 GHz   | 8 Kio    | 256 Kio  | x18   |         |     | 400 MT/s |        |           |                   |
| 1700      | 1         | 1,7 GHz   | 8 Kio    | 256 Kio  | x17   |         |     | 400 MT/s |        |           |                   |
| 1600      | 1         | 1,6 GHz   | 8 Kio    | 256 Kio  | x16   |         |     | 400 MT/s |        |           |                   |
| 1500      | 1         | 1,5 GHz   | 8 Kio    | 256 Kio  | x15   |         |     | 400 MT/s |        |           |                   |
| 1400      | 1         | 1,4 GHz   | 8 Kio    | 256 Kio  | x14   |         |     | 400 MT/s |        |           |                   |

### Celeron P6 bis

#### Banias (130 nm)
| Modèle           | Nb. cœurs | Fréquence | Cache L1 | Cache L2 | Mult. | Tension | TDP | FSB      | Socket | Référence | Commercialisation |
| ---------------- | --------- | --------- | -------- | -------- | ----- | ------- | --- | -------- | ------ | --------- | ----------------- |
| Banias série 300 |           |           |          |          |       |         |     |          |        |           |                   |
| M 340            | 1         | 1,5 GHz   | 64 Kio   | 512 Kio  | x15   | V       | W   | 400 MT/s |        |           |                   |
| M 333            | 1         | 900 MHz   | 64 Kio   | 512 Kio  | x9    | V       | W   | 400 MT/s |        |           |                   |
| M 330            | 1         | 1,4 GHz   | 64 Kio   | 512 Kio  | x14   |         |     | 400 MT/s |        |           |                   |
| M 320            | 1         | 1,3 GHz   | 64 Kio   | 512 Kio  | x13   |         |     | 400 MT/s |        |           |                   |
| M 310            | 1         | 1,2 GHz   | 64 Kio   | 512 Kio  | x12   |         |     | 400 MT/s |        |           |                   |
| Banias           |           |           |          |          |       |         |     |          |        |           |                   |
| M 1400           | 1         | 1,4 GHz   | 64 Kio   | 512 Kio  | x14   |         |     | 400 MT/s |        |           |                   |
| M 1300           | 1         | 1,3 GHz   | 64 Kio   | 512 Kio  | x13   |         |     | 400 MT/s |        |           |                   |
| M 1200           | 1         | 1,2 GHz   | 64 Kio   | 512 Kio  | x12   |         |     | 400 MT/s |        |           |                   |
| M 900 ULV        | 1         | 900 MHz   | 64 Kio   | 512 Kio  | x9    |         |     | 400 MT/s |        |           |                   |
| M 800 ULV        | 1         | 800 MHz   | 64 Kio   | 512 Kio  | x8    |         |     | 400 MT/s |        |           |                   |

#### Shelton (130 nm)
| Modèle    | Nb. cœurs | Fréquence | Cache L1 | Mult. | Tension | TDP | FSB      | Socket | Référence | Commercialisation |
| --------- | --------- | --------- | -------- | ----- | ------- | --- | -------- | ------ | --------- | ----------------- |
| Shelton   |           |           |          |       |         |     |          |        |           |                   |
| M ULV 900 | 1         | 900 MHz   | 64 Kio   | x9    | V       | W   | 400 MT/s |        |           |                   |
| M ULV 800 | 1         | 800 MHz   | 64 Kio   | x8    | V       | W   | 400 MT/s |        |           |                   |

#### Dothan (90 nm)
| Modèle           | Nb. cœurs | Fréquence | Cache L1 | Cache L2 | Mult. | Tension | TDP | FSB      | Socket | Référence | Commercialisation |
| ---------------- | --------- | --------- | -------- | -------- | ----- | ------- | --- | -------- | ------ | --------- | ----------------- |
| Dothan série 300 |           |           |          |          |       |         |     |          |        |           |                   |
| M 390            | 1         | 1,7 GHz   | 64 Kio   | 1 Mio    | x17   | V       | W   | 400 MT/s |        |           |                   |
| M 383            | 1         | 1,0 GHz   | 64 Kio   | 1 Mio    | x10   |         |     | 400 MT/s |        |           |                   |
| M 380            | 1         | 1,6 GHz   | 64 Kio   | 1 Mio    | x16   |         |     | 400 MT/s |        |           |                   |
| M 373J           | 1         | 1,0 GHz   | 64 Kio   | 512 Kio  | x10   |         |     | 400 MT/s |        |           |                   |
| M 373            | 1         | 1,0 GHz   | 64 Kio   | 512 Kio  | x10   |         |     | 400 MT/s |        |           |                   |
| M 370            | 1         | 1,5 GHz   | 64 Kio   | 1 Mio    | x15   |         |     | 400 MT/s |        |           |                   |
| M 360J           | 1         | 1,4 GHz   | 64 Kio   | 1 Mio    | x14   |         |     | 400 MT/s |        |           |                   |
| M 360            | 1         | 1,4 GHz   | 64 Kio   | 1 Mio    | x14   |         |     | 400 MT/s |        |           |                   |
| M 353            | 1         | 900 MHz   | 64 Kio   | 512 Kio  | x9    |         |     | 400 MT/s |        |           |                   |
| M 350J           | 1         | 1,3 GHz   | 64 Kio   | 1 Mio    | x13   |         |     | 400 MT/s |        |           |                   |
| M 350            | 1         | 1,3 GHz   | 64 Kio   | 1 Mio    | x13   |         |     | 400 MT/s |        |           |                   |

#### Yonah (65 nm)
| Modèle          | Nb. cœurs | Fréquence | Cache L1 | Cache L2 | Mult. | Tension | TDP | FSB      | Socket | Référence | Commercialisation |
| --------------- | --------- | --------- | -------- | -------- | ----- | ------- | --- | -------- | ------ | --------- | ----------------- |
| Yonah série 400 |           |           |          |          |       |         |     |          |        |           |                   |
| M 450           | 1         | 2,0 GHz   | 64 Kio   | 1 Mio    | x15   | V       | W   | 533 MT/s |        |           |                   |
| M 443           | 1         | 1,2 GHz   | 64 Kio   | 1 Mio    | x9    |         |     | 533 MT/s |        |           |                   |
| M 440           | 1         | 1,86 GHz  | 64 Kio   | 1 Mio    | x14   |         |     | 533 MT/s |        |           |                   |
| M 430           | 1         | 1,73 GHz  | 64 Kio   | 1 Mio    | x13   |         |     | 533 MT/s |        |           |                   |
| M 423           | 1         | 1,06 GHz  | 64 Kio   | 1 Mio    | x8    |         |     | 533 MT/s |        |           |                   |
| M 420           | 1         | 1,6 GHz   | 64 Kio   | 1 Mio    | x12   | W       |     | 533 MT/s |        |           |                   |
| M 410           | 1         | 1,46 GHz  | 64 Kio   | 1 Mio    | x11   |         |     | 533 MT/s |        |           |                   |

### CeleronCore

#### Merom (65 nm)
| Modèle            | Nb. cœurs | Fréquence | Cache L1 | Cache L2 | Mult. | Tension | TDP | FSB      | Socket | Référence | Commercialisation | fin de vie    |
| ----------------- | --------- | --------- | -------- | -------- | ----- | ------- | --- | -------- | ------ | --------- | ----------------- | ------------- |
| Merom-L série 500 |           |           |          |          |       |         |     |          |        |           |                   |               |
| M 585             | 1         | 2,16 GHz  | 64 Kio   | 1 Mio    | x13   | V       | W   | 667 MT/s |        |           | 3e trim. 2008     | 9 avril 2010  |
| M 575             | 1         | 2,0 GHz   | 64 Kio   | 1 Mio    | x12   | V       | W   | 667 MT/s |        |           |                   |               |
| M 570             | 1         | 2,26 GHz  | 64 Kio   | 1 Mio    | x17   |         |     | 533 MT/s |        |           |                   | 16 avril 2010 |
| M 560             | 1         | 2,13 GHz  | 64 Kio   | 1 Mio    | x16   |         |     | 533 MT/s |        |           |                   | 16 avril 2010 |
| M 550             | 1         | 2,0 GHz   | 64 Kio   | 1 Mio    | x15   |         |     | 533 MT/s |        |           |                   |               |
| M 540             | 1         | 1,86 GHz  | 64 Kio   | 1 Mio    | x14   |         |     | 533 MT/s |        |           |                   | 16 avril 2010 |
| M 530             | 1         | 1,73 GHz  | 64 Kio   | 1 Mio    | x13   |         |     | 533 MT/s |        |           |                   | 16 avril 2010 |
| M 523             | 1         | 933 MHz   | 64 Kio   | 1 Mio    | x7    |         |     | 533 MT/s |        |           |                   |               |
| M 520             | 1         | 1,6 GHz   | 64 Kio   | 1 Mio    | x12   |         |     | 533 MT/s |        |           |                   |               |

#### Penryn (45 nm)
| Modèle                               | Nb. cœurs | Fréquence | Cache L1   | Cache L2 | Mult. | Tension         | TDP   | FSB      | Socket | Référence       | Commercialisation | Fin de vie   |
| ------------------------------------ | --------- | --------- | ---------- | -------- | ----- | --------------- | ----- | -------- | ------ | --------------- | ----------------- | ------------ |
| Celeron Mobile série T3x00           |           |           |            |          |       |                 |       |          |        |                 |                   |              |
| T3500                                | 2         | 2,10 GHz  | 2 x 64 Kio | 1 Mio    | x10,5 |                 | 35 W  | 800 MT/s | P      |                 |                   |              |
| T3300                                | 2         | 2,00 GHz  | 2 x 64 Kio | 1 Mio    | x10   |                 | 35 W  | 800 MT/s | P      |                 |                   |              |
| T3100                                | 2         | 1,90 GHz  | 2 x 64 Kio | 1 Mio    | x9,5  |                 | 35 W  | 800 MT/s | P      | AW80577GG0371ML | 2 juin 2009       |              |
| T3000                                | 2         | 1,80 GHz  | 2 x 64 Kio | 1 Mio    | x9    |                 | 35 W  | 800 MT/s | P      | AW80577GG0331ML | 2 juin 2009       |              |
| Celeron Mobile série SU2x00          |           |           |            |          |       |                 |       |          |        |                 |                   |              |
| SU2300                               | 2         | 1,20 GHz  | 2x64 Kio   | 1 Mio    | x6    |                 | 10 W  | 800 MT/s | P      |                 | 8 septembre 2009  |              |
| Celeron Mobile Dual Core série T1x00 |           |           |            |          |       |                 |       |          |        |                 |                   |              |
| T1700                                | 2         | 1,83 GHz  | 2 x 64 Kio | 1 Mio    | x11   |                 | 35 W  | 667 MT/s | P      | LF80537NF0341MN | 7 décembre 2008   | 9 avril 2010 |
| T1600                                | 2         | 1,66 GHz  | 2 x 64 Kio | 1 Mio    | x10   |                 | 35 W  | 667 MT/s | P      | LF80537NF0281MN | 7 décembre 2008   | 9 avril 2010 |
| T1500                                | 2         | 1,86 GHz  | 2 x 64 Kio | 512 Kio  | x14   | 1,075 - 1,175 V | 35 W  | 533 MT/s | P      | LF80537NE036512 |                   | 20 août 2010 |
| T1400                                | 2         | 1,73 GHz  | 2 x 64 Kio | 512 Kio  | x13   | 0,95 - 1,30 V   | 35 W  | 533 MT/s | P      | LF80537NE030512 |                   |              |
| Celeron Mobile série 900             |           |           |            |          |       |                 |       |          |        |                 |                   |              |
| 925                                  | 1         | 2,30 GHz  | 64 Kio     | 1 Mio    | x11,5 |                 | 35 W  | 800 MT/s | -      |                 | janvier 2010      |              |
| 900                                  | 1         | 2,20 GHz  | 64 Kio     | 1 Mio    | x11   |                 | 35 W  | 800 MT/s | -      | AW80585NG0491MA | 31 mars 2009      |              |
| Celeron Mobile série 700             |           |           |            |          |       |                 |       |          |        |                 |                   |              |
| 763                                  | 1         | 1,40 GHz  | 64 Kio     | 1 Mio    | x7    | 0,775 - 1,1 V   | 10 W  | 800 MT/s | -      |                 | janvier 2010      |              |
| 743                                  | 1         | 1,30 GHz  | 64 Kio     | 1 Mio    | x6,5  | 0,775 - 1,1 V   | 10 W  | 800 MT/s | -      |                 | 8 septembre 2009  |              |
| 723                                  | 1         | 1,20 GHz  | 64 Kio     | 1 Mio    | x6    | 0,775 - 1,1 V   | 10 W  | 800 MT/s | -      | AV80585VG0091M  |                   |              |
| 722                                  | 1         | 1,20 GHz  | 64 Kio     | 1 Mio    | x6    | 0,775 - 1,1 V   | 5,5 W | 800 MT/s | -      | AV80585VG0091MP |                   |              |

### CeleronNehalem

#### Arrandale (32 nm)
| Modèle        | Cœurs | Threads | Fréquence | Fréquence | Fréquence | Cache      | Cache       | Cache | Mult. | Tension | Révision | TDP  | Bus                                              | Socket  | Référence | Commercialisation | Commercialisation | Commercialisation |
| Modèle        | Cœurs | Threads | Cœurs     | Turbo     | IGP       | L1         | L2          | L3    | Mult. | Tension | Révision | TDP  | Bus                                              | Socket  | Référence | Début             | Fin               |                   |
| ------------- | ----- | ------- | --------- | --------- | --------- | ---------- | ----------- | ----- | ----- | ------- | -------- | ---- | ------------------------------------------------ | ------- | --------- | ----------------- | ----------------- | ----------------- |
| Celeron P4000 |       |         |           |           |           |            |             |       |       |         |          |      |                                                  |         |           |                   |                   |                   |
| P4600         | 2     | 2       | 2,00 GHz  | non       | 500 MHz   | 2 × 64 Kio | 2 × 256 Kio | 2 Mio | 15    |         |          | 35 W | DMI 4,8 GT/s + FDI + 2×DDR3 + 16×PCI-express 2.0 | PGA988  |           |                   |                   |                   |
| P4505         | 2     | 2       | 1,86 GHz  | non       | 500 MHz   | 2 × 64 Kio | 2 × 256 Kio | 2 Mio | 14    |         |          | 35 W | DMI 4,8 GT/s + FDI + 2×DDR3 + 16×PCI-express 2.0 | BGA1288 |           |                   |                   |                   |
| P4500         | 2     | 2       | 1,86 GHz  | non       | 500 MHz   | 2 × 64 Kio | 2 × 256 Kio | 2 Mio | 14    |         |          | 35 W | DMI 4,8 GT/s + FDI + 2×DDR3 + 16×PCI-express 2.0 | PGA988  |           |                   |                   |                   |
| Celeron U3000 |       |         |           |           |           |            |             |       |       |         |          |      |                                                  |         |           |                   |                   |                   |
| U3600         | 2     | 2       | 1,20 GHz  | non       | 166 MHz   | 2 × 64 Kio | 2 × 256 Kio | 2 Mio | 9     |         |          | 18 W | DMI 4,8 GT/s + FDI + 2×DDR3 + 16×PCI-express 2.0 | BGA1288 |           |                   |                   |                   |
| U3405         | 2     | 2       | 1,06 GHz  | non       | 166 MHz   | 2 × 64 Kio | 2 × 256 Kio | 2 Mio | 8     |         |          | 18 W | DMI 4,8 GT/s + FDI + 2×DDR3 + 16×PCI-express 2.0 | BGA1288 |           |                   |                   |                   |
| U3400         | 2     | 2       | 1,06 GHz  | non       | 166 MHz   | 2 × 64 Kio | 2 × 256 Kio | 2 Mio | 8     |         |          | 18 W | DMI 4,8 GT/s + FDI + 2×DDR3 + 16×PCI-express 2.0 | BGA1288 |           |                   |                   |                   |